# Sabotage (canción)
«Sabotage» es un canción de la banda estadounidense de rap rock Beastie Boys. Fue lanzada como el primer sencillo extraído de su cuarto álbum Ill Communication, de 1994. Es considerado unos de los grandes éxitos del grupo, conocido por su extrema agresividad al rapear y por su solo de guitarra con un efecto parecido al de un chirrido de Ivan Lekerica. 
La canción está disponible en el videojuego "Guitar Hero III Legends of Rock", como canción final en cooperativa de la primera fase, y en "Rock Band". También aparece en la película Star Trek un nuevo comienzo.

## Video
Fue dirigido por Spike Jonze y obtuvo alta rotación por parte de MTV. El video es una parodia a las clásicas series policiales de los años 70, tales como Hawaii Five-O, Las Calles de San Francisco, S.W.A.T., Baretta, y Starsky and Hutch. En el video aparecen los integrantes del grupo vistiendo ropa de la época y luciendo anteojos negros y un tupido bigote, en medio de persecuciones, e intercalando de vez en cuando un primer plano de sus caras en los cuales aparecen sus nombres como si fueran los créditos del programa.

## Posicionamiento en listas
| Lista (1994)                            | Mejor posición |
| --------------------------------------- | -------------- |
| Canadá (RPM)                            | 38             |
| Estados Unidos (Bubbling Under Hot 100) | 15             |
| Estados Unidos (Modern Rock Tracks)     | 18             |
| Países Bajos (Mega Single Top 100)      | 35             |
| Reino Unido (UK Singles Chart)          | 19             |